# Zgrada stare škole (Zagorska Sela)
Zgrada stare gradske ljekarne je građevina u općini Zagorska Sela zaštićeno kulturno dobro.

## Opis dobra
Katnica pravokutnog oblika, zgrada „Stare škole“ nalazi se na hrptu brijega u Zagorskim selima. Sagrađena je krajem 19. st. u duhu tadašnje graditeljske tradicije. Unutarnji prostor organiziran je oko središnje osi hodnika, koji spaja pročelja i začelja. U prizemlju se nalazio stan učitelja na jednoj, i prostrana učionica na drugoj strani hodnika. Na katu su bile dvije učionice. Glavno pročelje te prozori decentno su ukrašeni historicističkom profilacijom, a uglovi prizemlja motivima ugaonih kvadrata. Iza zgrade smještena je omanja gospodarska prizemnica.

## Zaštita
Pod oznakom Z-2765 zavedena je kao nepokretno kulturno dobro - pojedinačno, pravna statusa zaštićena kulturnog dobra, klasificirano kao "profana graditeljska baština".